# Charlotte Frank

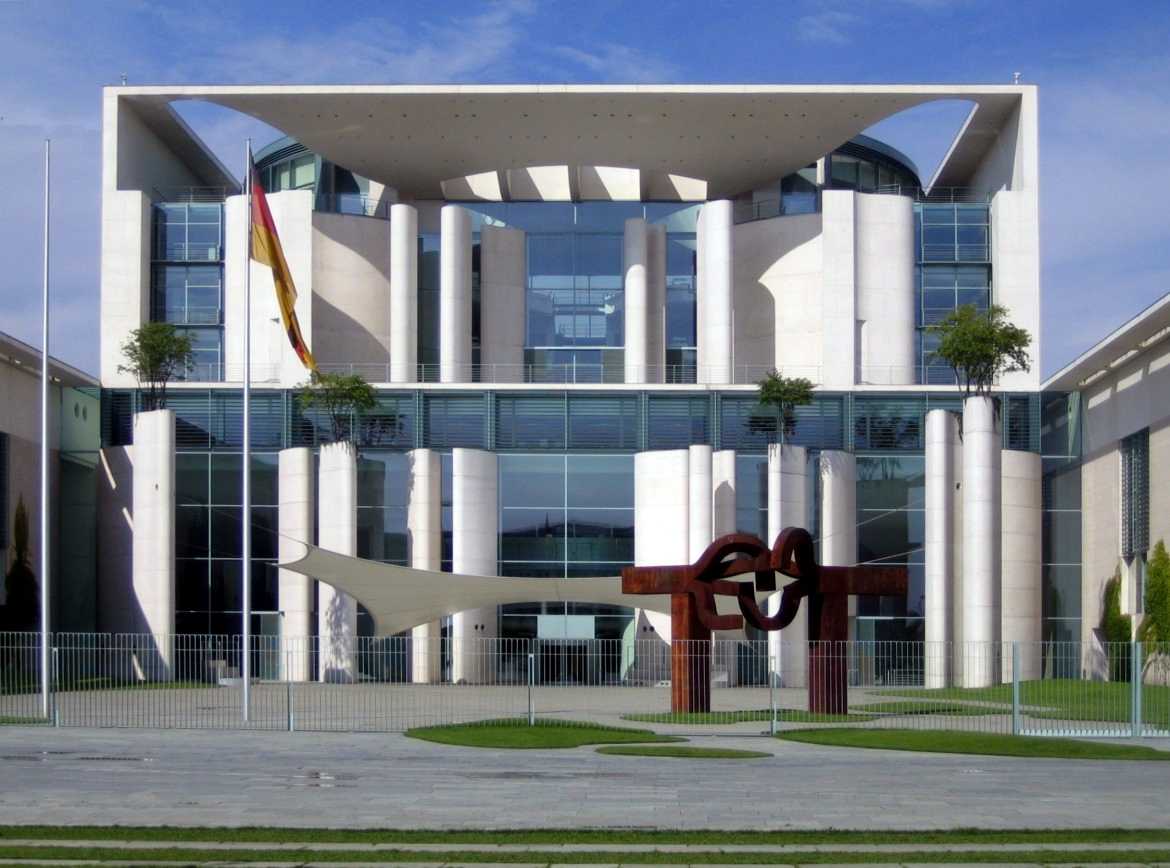
Chancelaria Alemã, Berlim

Charlotte Frank (nascida a 25 de julho de 1959, Kiel ) é uma arquitecta alemã e sócia da Schultes Frank Architekten em Berlim. Em 2003, juntamente com outras personalidades, ela recebeu o Prémio Alemão de Arquitetura para a nova Chancelaria Alemã em Berlim. Ela trabalhou com Axel Schultes em outros projetos, incluindo o Kunstmuseum Bonn (1992).

## Trabalhos concluídos
- Chancelaria Alemã, Berlim[3]

## Prémios
- Prémio Alemão de Arquitetura para a nova Chancelaria Alemã em Berlim.[4]

## Literatura
- Mönninger, Michael e Charlotte Frank. Kanzleramt Berlim = Chancelaria Berlim . Editado por Axel Menges, Stuttgart, 2002.ISBN 3-930698-89-7ISBN 3-930698-89-7 .
- Schultes, Axel e Max Bächer. Kunstmuseum Bonn . Ernst e Sohn, 1994.ISBN 3-433-02425-1ISBN 3-433-02425-1 .